# 舟本浩
舟本 浩（ふなもと ひろし、1970年〈昭和45年〉1月5日 - ）は、日本の運輸・国土交通官僚。

## 経歴
広島県竹原市出身。愛光中学校・高等学校での6年間の寮生活を送った。1993年（平成5年）に東京大学法学部を卒業し、運輸省に入省。関東運輸局企画部地域交通課企画課長、高木陽介国土交通大臣政務官付秘書官、在イタリア日本国大使館一等書記官、官民交流で全日本空輸アジア戦略部主席部員、総合政策局政策課政策企画官、観光庁参事官兼内閣官房まち・ひと・しごと創生本部事務局参事官、観光庁観光戦略課長（初代）、大臣官房広報課長を歴任。官民交流では、航空会社のLCC立ち上げに携わった。
2018年（平成30年）7月13日から西脇知事のもとで城福健陽の後任として京都府副知事を務め、北陸新幹線の延伸や「もうひとつの京都」周遊観光、JR奈良線の高速・複線化、観光・交通関連の各事業を担当した。府県幹部とともに岸田文雄政調会長ら自民党幹部、石井啓一国交相を訪問し、「速やかに北陸と関西が結ばれることは意義がある」と北陸新幹線の早期開業を要請した上で、慎重な調査や丁寧な地元説明などを求めた。2021年（令和3年）6月28日、退任。
観光庁総務課長、大臣官房総務課長、大臣官房審議官（公共交通政策、自動車局担当）を歴任。
2024年（令和6年）7月1日、国土交通省海事局次長。
2025年（令和7年）7月1日、内閣府総合海洋政策推進事務局長に就任。